# August Falk
August Wilhelm Falk, född den 26 december 1861 i Vadstena, död den 1 mars 1935, var en svensk skolman. 
Falk blev filosofie doktor 1893. Han var lärare i matematik och fysik vid olika läroverk i Stockholm 1888-98, lärare i matematik för prins Gustaf Adolf 1897-99, lektor vid Göteborgs realläroverk 1908, och blev rektor där 1904. Falk blev även läroverksråd 1909, överdirektör och chef för Läroverksöverstyrelsen 1913, och var undervisningsråd och avdelningschef i Skolöverstyrelsen 1919–1928 samt dess tillförordnade generaldirektör 1920–1922.